# Les Pionniers (rugby à XIII)
Pour les articles homonymes, voir Les Pionniers.
Les Pionniers ou Galia's Boys définit la première sélection française de rugby à XIII qui effectue une tournée en Angleterre avec six rencontres programmées contre des équipes anglaises de rugby à XIII en mars 1934. Sous l'impulsion de l'ancien joueur international de rugby à XV Jean Galia, une équipe constituée de joueurs de rugby à XV se regroupe pour permettre le lancement de ce code de rugby en France. Leur initiative intervient à la suite de nombreux scandales qui émaillent le rugby à XV français au début des années 1930 autour de l'amateurisme marron et de suspensions arbitraires de joueurs décidées par la Fédération française de rugby à XV, des faits amenant à l'exclusion de l'équipe de France de rugby à XV du Tournoi des Cinq Nations en 1931. J. Galia convainc seize joueurs de l'accompagner pour cette tournée outre-manche qui est l'élément fondateur du rugby à XIII en France.
Devant le succès et l'enthousiasme liés à cette tournée et le soutien de la Fédération anglaise de rugby à XIII, il est créé l'association de la Ligue Française de rugby à XIII qui met en place une équipe de France de rugby à XIII dont le premier match officiel se déroule le 15 avril 1934 contre l'Angleterre, puis un Championnat de France et une Coupe de France programmés pour la saison 1934-1935.

## Historique
| Résultats de la tournée | Résultats de la tournée | Résultats de la tournée | Résultats de la tournée |
| Date                    | Rencontres              | Score                   |                         |
| ----------------------- | ----------------------- | ----------------------- | ----------------------- |
| 10 mars 1934            | Wigan b France          | 30-27                   |                         |
| 14 mars 1934            | Leeds b France          | 25-17                   |                         |
| 17 mars 1934            | Rugy League b France    | 32-16                   |                         |
| 21 mars 1934            | London b France         | 19-17                   |                         |
| 24 mars 1934            | France b Hull FC        | 26-23                   |                         |
| 26 mars 1934            | Salford b France        | 35-13                   |                         |

Cette tournée, alors qu'aucune Fédération n'existait pour ce nouveau jeu de rugby, appelé alors «  néo-rugby », est la première véritable manifestation sportive officielle entreprise par le rugby à XIII de France sur la scène internationale. L'équipe rassemblée par Jean Galia est constituée de joueurs du rugby à XV en délicatesse avec le monde quinziste ou recrutés pour l'occasion, dont Robert Samatan, Jean Duhau, François Recaborde, Charles Petit, Antonin Barbazanges.
Elle restera, malgré un bilan de cinq défaites sur six rencontres jouées , la base fondamentale du futur rugby en France, dans sa version à treize joueurs. 
Les Pionniers, liés par un accord de principe à Jean Galia, assureront la base technique des futures associations et l'ossature des équipes représentatives qui naîtront quelques mois après.
Tous les Pionniers ont été élevés au rang de membre à vie de la Fédération. On leur avait attribué en 1937, le jour du match France - Empire Britannique, la médaille de la ville de Paris et, en 1959 la médaille de reconnaissance de la Fédération.
| Hull Londres Warrington Leeds Wigan Salford |

## Composition de la délégation française
La tournée est organisée avec comme représentants du rugby à XIII français le journaliste du Sporting Maurice Blein, l'ancien directeur du stade Buffalo Charles Bernat et l'entraîneur-joueur Jean Galia. Seize autres joueurs prennent part à cette tournée.
| Représentant du rugby à XIII français | Représentant du rugby à XIII français | Charles Bernat, Maurice Blein et Jean Galia         |
| Entraîneur                            | Entraîneur                            | Jean Galia                                          |
| Avants                                | Pilier                                | Georges Blanc et Jean Duhau                         |
| Avants                                | Talonneur                             | Léopold Fabre et Maurice Porra                      |
| Avants                                | Deuxième ligne                        | Henri Dechavanne, Jean Galia et Charles Petit       |
| Avants                                | Troisième ligne                       | François Récaborde                                  |
| Arrières                              | Demi de mêlée                         | Joseph Carrère                                      |
| Arrières                              | Demi d'ouverture                      | Charles Mathon et Jean-Marie Vignal                 |
| Arrières                              | Centre                                | Gaston Amila, Antonin Barbazanges et François Nouel |
| Arrières                              | Ailier                                | Laurent Lambert et Robert Samatan                   |
| Arrières                              | Arrière                               | Jean Cassagneau                                     |

### Première rencontre de la tournée
Points marqués:
- Wigan : ?
- France : X essais de Blanc (2), Barbazanges (2)

Sélection française : Jean Cassagneau - Robert Samatan, Antonin Barbazanges, François Nouel, Laurent Lambert - Charles Mathon (o), Joseph Carrère (m) - Jean Duhau, Maurice Porra, Georges Blanc, Henri Dechavanne, Jean Galia, François Récaborde
Entraîneur : Jean Galia.

### Deuxième rencontre de la tournée
Points marqués:
- Leeds : ?
- France : 5 essais de Lambert, Barbazanges, Porra, Galia et Carrère ; 1 pénalité de Cassagneau.

### Troisième rencontre de la tournée
Points marqués:
- Rugby League : 6 essais d'Ellaby, Winter et Garvey ; 7 coups de pied de Sullivan.
- France : 4 essais de Lambert (2), Mathon et Duhau ; 2 transformations de Duhau.

Sélection française : Jean Cassagneau - Robert Samatan, Antonin Barbazanges, François Nouel, Laurent Lambert - Jean-Marie Vignal (o), Charles Mathon (m) - Jean Duhau, Maurice Porra, Georges Blanc, Charles Petit, Jean Galia, François Récaborde
Entraîneur : Jean Galia.

### Quatrième rencontre de la tournée
Points marqués:
- London : ?
- France : 1 essai de Duhau, de Mathon et Galia ; 2 transformations de Duhau (2) et Cassagneau (1) ; 1 pénalité de Duhau.

### Cinquième rencontre de la tournée
Points marqués:
- Hull : ?
- France :

### Sixième rencontre de la tournée
Points marqués:
- Salford : ?
- France : ?